# 尖齿凤丫蕨
尖齿凤丫蕨（学名：Coniogramme affinis），为裸子蕨科凤丫蕨属下的一个种。

## 扩展阅读
維基物種上的相關：尖齿凤丫蕨